# PPAP (Pen Pineapple Apple Pen)
PPAP (Pen Pineapple Apple Pen) – singel fikcyjnego piosenkarza Pikotaro stworzonego przez japońskiego komika Daimaou Kosaka wydany 7 października 2016 roku.

## Lista utworów
Źródło: swedishcharts
- Digital download (28 października 2016)

1. „PPAP (Pen Pineapple Apple Pen)” (Short Version) – 0:45
2. „PPAP (Pen Pineapple Apple Pen)” – 2:04

- Digital download (18 listopada 2016)

1. „PPAP (Pen Pineapple Apple Pen)” (PPAP vs Axel F.) – 2:31

- Digital download (25 listopada 2016)

1. „PPAP (Pen Pineapple Apple Pen)” (Taqo Remix Radio) – 2:05
2. „PPAP (Pen Pineapple Apple Pen)” (Taqo Remix) – 3:28

- Digital download (25 listopada 2016)

1. „PPAP (Pen Pineapple Apple Pen)” (Gabry Ponte Remix Edit) – 2:33
2. „PPAP (Pen Pineapple Apple Pen)” (Gabry Ponte Remix Extended) – 3:43

- Digital download (25 listopada 2016)

1. „PPAP (Pen Pineapple Apple Pen)” (Spankers Remix Edit) – 3:01
2. „PPAP (Pen Pineapple Apple Pen)” (Spankers Remix) – 3:39

## Teledysk
Teledysk do utworu kosztował 100 000 jenów. W 2017 roku pojawił się w filmie Emotki. Film.

## Odbiór

### Notowania na listach przebojów
| Kraj              | Lista (2016)                | Najwyższa pozycja |
| ----------------- | --------------------------- | ----------------- |
| Japonia           | Japan Hot 100               | 1                 |
| Węgry             | Single (track) Top 40 lista | 29                |
| Kanada            | Billboard Canadian Hot 100  | 32                |
| Stany Zjednoczone | Hot 100                     | 77                |

### Nagrody
| Rok  | Nagroda               | Kategoria                                          | Wynik   |
| ---- | --------------------- | -------------------------------------------------- | ------- |
| 2016 | Guinness World Record | Najkrótsza piosenka, która weszła na listę Hot 100 | Wygrana |